# Harkenclenus watsoni
Harkenclenus watsoni är en fjärilsart som beskrevs av Barnes och Benjamin 1926. Harkenclenus watsoni ingår i släktet Harkenclenus och familjen juvelvingar. Inga underarter finns listade i Catalogue of Life.